# Willi Huber
Willi Huber (* 21. Oktober 1879 in Kaiserslautern; † 19. August 1957 in Essen; vollständiger Name: Bruno Franz Wilhelm Ernst Willi Huber) war ein deutscher Wirtschaftsjurist und Manager in der Montanindustrie.

## Familie
Willi Huber entstammte den Gründerfamilien Huber, Bender (Brauerei Bender), Raab und Karcher des Unternehmens Raab Karcher & Cie., sein Vater war Carl Huber (1848–1914), sein Großvater väterlicherseits der Unternehmensgründer Ernst Huber (1815–1895). Seine Mutter war Helene Raab (1859–1939), sein Großvater mütterlicherseits Wilhelm Raab. 1910 heiratete er Irma Waldthausen.

## Leben
Nach dem Abitur 1897 am protestantischen Gymnasium in Straßburg absolvierte Willi Huber zunächst eine praktische Ausbildung im Unternehmen Raab Karcher & Cie. Anschließend studierte er Rechtswissenschaft an der Kaiser-Wilhelm-Universität Straßburg und an der Ruprecht-Karls-Universität Heidelberg, 1898 wurde er Mitglied des Corps Rhenania Straßburg. Nachdem er 1901 in Heidelberg zum Dr. jur. promoviert worden war, wurde er Prokurist der Raab Karcher & Cie. GmbH (Kohlengroßhandlung und Reederei) in Straßburg. 1910 wurde er Geschäftsführer des Unternehmens. Als 1914 die Gelsenkirchener Bergwerks-AG (GBAG) zur Sicherung der Transportkapazitäten für ihre Kohle die Mehrheit der Geschäftsanteile übernahm, wurde er Mitglied des Aufsichtsrats der GBAG. Am Ersten Weltkrieg nahm er von 1914 bis 1918 als Rittmeister der Reserve im Husarenregiment Nr. 9 beim Stab der 30. Infanterie-Division teil. Als Auszeichnungen erhielt er das Eiserne Kreuz II. und I. Klasse. 1918 wurde er zum Reichskohlenkommissar abkommandiert. 1919 übernahm Huber wieder die Geschäftsführung des Unternehmens Raab Karcher, nunmehr mit Sitz in Karlsruhe. Am 9. März 1926 wurde er vom Aufsichtsrat in den Vorstand der GBAG delegiert. Am 27. Oktober 1926 wurde er unter Ausscheiden aus dem Aufsichtsrat zum Generaldirektor und Vorstandsvorsitzenden bestellt. 1930 trat er wieder in den Aufsichtsrat über, dem er bis zu seinem Tod angehörte. Parallel hierzu wurde Huber 1926 Vorsitzender des Beirats der Raab Karcher GmbH, der ihn 1948 zum Ehrenvorsitzenden ernannte. Unter seiner Ägide entwickelte sich das Unternehmen zu einem der bedeutendsten deutschen Handels- und Schifffahrtsunternehmen. Nach dem Zweiten Weltkrieg wurde Huber für ein Jahr interniert. Er zählt zu den Vertretern des Syndikatsgedankens im Vertrieb von Kohle- und Stahlerzeugnissen.

## Weitere Mitgliedschaften in Aufsichtsgremien von Unternehmen, Wirtschaftsverbänden und Gesellschaften

### Aufsichtsgremien von Unternehmen
- Vorsitzender des Beirats des Kohlenkontor Weyhenmeyer & Co. (Mannheim)
- 2. Vorsitzender des Aufsichtsrats der Rheinisch-Westfälisches Kohlen-Syndikat AG (Essen)
- Aufsichtsrat und weitere Gremien der Vereinigte Stahlwerke AG (Düsseldorf)
- Aufsichtsrat der Charlottenhütte AG (Berlin)
- Aufsichtsrat der Gebrüder Böhler & Co. AG (Stahlwerke, Berlin / Wien)
- Verwaltungsrat der Gebrüder Böhler & Co. AG (Edelstahlwerke)
- Aufsichtsrat der Nordstern Alba Lebensversicherung AG (Berlin)
- Beirat der Westfälischen Kohlenverkaufsgesellschaft Vollrath, Weck & Co. (Berlin)
- Geschäfts- und Finanzausschuss der Gesellschaft für Teerverwertung mbH (Duisburg-Meiderich)
- Geschäftsausschuss der Benzol-Verband GmbH (Bochum)
- Beirat der Verkaufsvereinigung der Forsterzeugnisse GmbH
- Aufsichtsrat der Forstbetriebs- und Sandverwertungs-AG Haard (Essen)
- Aufsichtsrat der Kaiserhof Hotel GmbH (Essen)
- Aufsichtsrat der Rheinisch-Westfälische Baukasse-AG (Essen)

### Wirtschaftsverbände
- Vorstand des Vereins zur Wahrung der gemeinschaftlichen wirtschaftlichen Interessen in Rheinland und Westfalen (Düsseldorf)
- Vorstand des Vereins zur Wahrung der Rheinschiffahrtsinteressen e. V. (Duisburg)
- Vorstand und Ausschuss des Südwestdeutschen Kohlenwirtschaftsverbandes e. V.
- Industrie- und Handelskammer Essen
- Beirat der Steenkolenhandelvereenigung (Utrecht)

### Gesellschaften
- Kuratorium des Kaiser-Wilhelm-Instituts für Kohlenforschung (Mülheim an der Ruhr)
- Verwaltungsausschuss des Deutschen Museums (München)
- Wissenschaftliches Institut der Elsaß-Lothringer an der Universität Frankfurt